# Nikolaevskij rajon (Oblast' di Volgograd)
Il Nikolaevskij rajon (in russo Николаевский район?) è un rajon dell'oblast' di Volgograd, nella Russia europea, il cui capoluogo è Nikolaevsk. Istituito nel 1928, ricopre una superficie di circa 3.440 chilometri quadrati.